# 1897 aux échecs
| Années des échecs : 1894 - 1895 - 1896 - 1897 - 1898 - 1899 - 1900    |
| Décennies des échecs : 1860 - 1870 - 1880 - 1890 - 1900 - 1910 - 1920 |

Cet article présente les faits marquants de l'année 1897 aux échecs.

## Événements majeurs
- Le Championnat du monde d'échecs 1896-1897 voit s'affronter Emanuel Lasker, tenant du titre, et Wilhelm Steinitz, à Moscou du 6 novembre 1896 au 14 janvier 1897.

## Tournois et opens

### 2etrimestre
Juin : premier tournoi international féminin de l'histoire des échecs, à Londres. Il est reporté par Mary Rudge

## Championnats nationaux
- Empire allemand : Pas de championnat du Congrès[2].
- Canada : James Narraway remporte le championnat[3].
- Écosse : Daniel Yarnton Mills remporte le championnat[4].

- Suisse : Hermann Sack remporte le championnat [5].

## Naissances
- Edgard Colle
- André Muffang

## Nécrologie
- 31 mars : Carl Friedrich Schmid (en)
- 29 septembre : Norman van Lennep (en)
- 19 octobre : Berthold Englisch
- 21 octobre : Arthur Ollivier (en)
- 20 novembre : Sergueï Ouroussov